# Swarnalatha
Swarnalatha (Chittur, 1973 - Chennai, 12 de septiembre de 2010) fue una cantante de playback de la India. A partir de 1987, interpretó unos 7.000 temas musicales cantados en un buen número de lenguas, como en tamil, kannaḍa, telugu, hindi, malayalam, urdu, bengalí, oriya, panyabí y badaga. 
Ganó el Premio Nacional de Cine como la Mejor Intérprete Femenina de playback, por su interpretación de la canción titulada Porale Ponnuthayi, para una película titulada Karuththamma. La canción fue compuesta por AR Rahman, bajo cuya dirección musical se grabó otros temas musicales memorables. Con su voz distintiva lograba alcanzar sin esfuerzo las altas octavas y pronto se hizo un nombre en la industria de la música en playback.

## Su muerte
Swarnalatha falleció en un hospital privado en Chennai a la edad de 37 años, debido a un paro cardíaco y seguido por una enfermedad pulmonar intersticial (infección pulmonar), después de ser admitida porque tenía dificultades para respirar. La cantante había estado recibiendo tratamiento contra la infección en los pulmones durante más de un año, no grabó canciones para ninguna película durante el período de su tratamiento médico.

## Temas musicales para el cine Tamil
| Canción                  | Película                         |
| ------------------------ | -------------------------------- |
| "Nandri Sollave"         | Udan Pirappu                     |
| "Sollividu Velli Nilave" | Amaidhi Padai                    |
| "Kanne indru kalyana"    | Aanazhagan                       |
| "Mana Madurai"           | Anthapuram                       |
| "Kuruvi Kudaintha"       | Azhagi                           |
| "Aattama Therottama"     | Captain Prabhakaran              |
| "Malaiyil Yaaro"         | Chathriyan                       |
| "Chithra Kili"           | Chinna Devan                     |
| "Adi Vannathi Poo"       | Chinna Jamin                     |
| "Onnapoothttu"           | Chinna Jamin                     |
| "Anthiyila Vanam"        | Chinnavar                        |
| "Povomma Oorkolam"       | Chinna Thambi                    |
| "Nee Enge"               | Chinna Thambi                    |
| "Naan Aerikkarai"        | Chinnaththaayi                   |
| "Kattu Kuyil Pattu"      | Chinna Mapillai                  |
| "Vennilavu Kothipathu"   | Chinna Mapillai                  |
| "Semparathi Poovukku"    | Dharma                           |
| "Maasi Masam"            | Dharma Dorai                     |
| "Mana Magalea"           | Devar Magan                      |
| "Vayasu Vantha"          | En Mana Vaanil                   |
| "Kuyil Paatu"            | En Rasavin Mansilae              |
| "Uthama Puthiri"         | Guru Sishyan                     |
| "Aradi Suvaruthan"       | Ithu Namma Bhomi                 |
| "Oru Pokiri Rathiri"     | Ithu Namma Bhomi                 |
| "Kooyil Mani Kettene"    | Kanna Unnai Thedukiren           |
| "Enga Then Paandi"       | Kattabomman                      |
| "Adi Asa Machan"         | Kummipattu                       |
| "Oorukku Thekkuttu"      | Kummipattu                       |
| "Ammiyila Araichi"       | Kummipattu                       |
| "Uchi Veyilukku"         | Kummipattu                       |
| "Nee Thane Nal Thorum"   | Paatu Vathiyar                   |
| "Kana Karunk Kuyilae"    | Paandithurai                     |
| "Malliye Chinna Mullaye" | Paandithurai                     |
| "Vidalapulla"            | Periya Maruthu                   |
| "Vidai Kodu"             | Piriyadha Varam Vendum           |
| "Ooradangum Samathilea"  | Puthupatti Ponnuthaye            |
| "Malligai Mottu"         | Sakthi Vel                       |
| "Kalaiyil Kettathu"      | Senthamizh Pattu                 |
| "Punnaivana Poonkuyile"  | Sevvanthi                        |
| "Margalithan Odipochu"   | Thalapathi                       |
| "Rakkamma Kaiya Thattu"  | Thalapathi                       |
| "Ennai Thottu"           | Unnai Nenachaen Paattu Padichaen |
| "Kanna Un Kannil"        | Unnai Nenachaen Paattu Padichaen |
| "Ennulle Ennulle"        | Valli                            |
| "Unnai Ethir Parthen"    | Vanaja Kirija                    |
| "Sirakadikuthu Kuruvi"   | Vanaja Kirija                    |
| "Aajare"                 | Vishnu                           |
| "Naan Thanga Roja"       | Time                             |
| "Malai Kovil Vasalil"    | Veera                            |
| "Madathile Kanni"        | Veera                            |

### En la música de A.R.Rahman 's
| Canción                        | Película                              | Año  |
| ------------------------------ | ------------------------------------- | ---- |
| "Gumadichee"                   | Sillunu Oru Kaadhal                   | 2006 |
| "Evano Oruvan"                 | Alaipayuthey                          | 2000 |
| "Sollaiyo Solai Kili"          | Alli Arjuna                           | 2001 |
| "Orunal Oru Pozhuthu"          | Anthimanthaarai                       | 1995 |
| "Kucchi Kucchi"                | Bombay (Tamil and Telugu)             | 1995 |
| "Humma Humma"                  | Bombay                                | 1995 |
| "Kay Sera Sera" (as chorus)    | Pukar                                 | 2000 |
| "Sunta Hai Mera Khuda"         | Pukar                                 | 2000 |
| "Chalo Chale Mitwa"            | Nayak                                 | 2001 |
| "Poongkaatrilae"               | Dil Se.. (Tamil - Uyire)              | 1998 |
| "O Priyathamma"                | Dil Se.. (Telugu - Prematho)          | 1998 |
| "Shabba Shabba"                | Daud (Original Soundtrack in Hindi)   | 1997 |
| "Shabba Shabba"                | Daud (Tamil - Ottam)                  | 1997 |
| "Oh Vandhaale"                 | Daud (Tamil - Ottam)                  | 1997 |
| "Shabba Shabba"                | Daud (Telugu - 50-50)                 | 1997 |
| "Sy Saiyyante"                 | Daud (Telugu - 50-50)                 | 1997 |
| "Usilampatti Penkutti"         | Gentleman                             | 1993 |
| "Akkadanu Nanga"               | Indian                                | 1996 |
| "Maya Machindra"               | Indian                                | 1996 |
| "Munneru Dhaan"                | Indira                                | 1995 |
| "Nee Etty Etty Thottuvachukka" | Manitha Manitha                       | 1994 |
| "Anjathea Jeeva"               | Jodi                                  | 1999 |
| "Anna Un Tholil"               | Oonjal                                | 1999 |
| "Sollu Anbe"                   | Oonjal                                | 1999 |
| "Yenthen Vaanil"               | Kadhal Virus                          | 2002 |
| "Mukkala Mukkabla"             | Kadhalan                              | 1994 |
| "Mukkala Mukkabla" (Hindi)     | Kadhalan (Hindi - Humse Hai Muqabala) | 1994 |
| "Kadhalenum"                   | Kadhalar Dhinam                       | 1999 |
| "Singore Singore"              | Kannathil Muthamittal                 | 2002 |
| "Poralae Ponnuthayi (sad)"     | Karuththamma                          | 1993 |
| "Madrasa Sutthi"               | May Madham                            | 1994 |
| "Mel Isaiye"                   | Mr. Romeo                             | 1996 |
| "Ulunthu Vithaikayilae"        | Mudhalvan                             | 1999 |
| "Chittukuruvi"                 | Parasuram                             | 2003 |
| "Mottu Vittatha"               | Pavithra                              | 1994 |
| "Hai Rama" (Hindi and Telugu)  | Rangeela                              | 1995 |
| "Ai Rama" (Tamil)              | Rangeela                              | 1995 |
| "Lucky Lucky"                  | Ratchagan                             | 1997 |
| "Mercury Pookal"               | Ratchagan                             | 1997 |
| "Kummi Adi"                    | Sillunu Oru Kadhal                    | 2006 |
| "Kadhal Yogi"                  | Taalam                                | 1999 |
| "Kuliruthu Kuliruthu"          | Taj Mahal                             | 1999 |
| "Rakozhi Rendu"                | Uzhavan                               | 1993 |
| "Yae Muthu Paapa"              | Vandicholai Chinraasu                 | 1994 |

## Temas musicales para el cine Malayalam
| Canción                        | Película                   |
| ------------------------------ | -------------------------- |
| "Kadamizhiyil Kamaldalam"      | Thenkasipattanam           |
| "Manikkakkallal Menju Menanju" | Varnapakittu               |
| "Nandalaala Hey Nandalaala"    | Independence               |
| "Pottukuthedi Pudavachoodedi"  | Ravanaprabhu               |
| "Balla Balla Ballare"          | Punjabi House              |
| "Varthingal Thellalle"         | Dreamz                     |
| "Akkuthikkuthaanakkompel"      | Mangalya Soothram          |
| "Kannoram Kanamuthe Vaa"       | Ishtamanu Nooruvattam      |
| "Manjil Pootha Sandhye"        | Minnaminunginum Minnukettu |
| "Neeyonnu Paad"                | Thacholi Varghese Chekavar |
| "Oru Thari Kasthoori"          | Highway                    |
| "Illikkadum"                   | Eazharakkoottam            |

## Temas musicales para el cine Telugu
| Canción                              | Película         | Director musical      |
| ------------------------------------ | ---------------- | --------------------- |
| "Yamuna Thatilo"                     | Thalapathi       | Ilaiyaraaja           |
| "Raama Chilakamma"                   | Choodalani Vundi | Mani Sharma           |
| "Paataku Praanam"                    | Vasu             | Harris Jayaraj        |
| "O muthyalakomma (almost all songs)" | Osey Ramulamma   | Vandemataram Srinivas |
| "Prarthana"                          | Devi             | Devi Sri Prasad       |
| "Nizam Babulu"                       | Premante Idera   | Ramana Gogula         |
| "Strawberry Kanne"                   | Merupu kalalu    | A.R Rahman            |